# Помічник адвоката
Помічник адвоката — фізична особа, яка здійснює діяльність на підставі та в порядку, що передбачені Законом України «Про адвокатуру та адвокатську діяльність», Кодексом законів про працю України та Положенням про помічника адвоката [Архівовано 17 квітня 2021 у Wayback Machine.].
Помічником адвоката може бути фізична особа, яка:
— є громадянином України або іноземним громадянином, чи особою без громадянства, які у встановленому порядку отримали дозвіл на працевлаштування в Україні на посаду помічника адвоката;
— має  вищу юридичну освіту;
— володіє державною мовою.
Не може бути помічником адвоката особа, яка:
— має непогашену чи не зняту в установленому законом порядку судимість за вчинення тяжкого, особливо тяжкого злочину, а також злочину, за який призначено покарання у вигляді позбавлення волі;
— визнана судом недієздатною чи обмежено дієздатною;
— щодо якої прийнято рішення про припинення права на заняття адвокатською діяльністю, — протягом двох років із дня прийняття рішення про припинення права на заняття адвокатською діяльністю;
— звільнена з посади судді, прокурора, слідчого, нотаріуса, з державної служби або служби в органах місцевого самоврядування за порушення присяги або вчинення корупційного правопорушення, — протягом трьох років з дня такого звільнення.
Помічник адвоката має право:
— користуватися інформаційними базами даних, телекомунікаційними мережами та спеціальною літературою адвоката;
— вносити пропозиції щодо організації своєї роботи;
— за погодженням з адвокатом брати участь у конференціях, семінарах, круглих столах, форумах, інших науково-практичних заходах, проходити стажування;
— брати участь у нарадах, зборах трудового колективу та інших заходах відповідного адвокатського бюро, адвокатського об'єднання;
— підвищувати свій професійний рівень у системі підготовки та підвищення кваліфікації адвокатів;
Помічник адвоката за умови надання письмової згоди клієнтом адвоката, має право:
— брати участь у попередній підготовці судових справ до розгляду, за дорученням адвоката готувати проекти запитів, листів, позовних заяв, інших матеріалів, пов'язаних із розглядом конкретної справи, інших процесуальних документів, які використовуються адвокатом;
— за дорученням адвоката отримувати відповіді на адвокатські запити, робити витяги з матеріалів адвокатського досьє, робити копії та витяги з документів, наданих у розпорядження адвоката клієнтом;
— бути присутнім під час консультацій адвоката, під час проведення слідчих дій та в судових засіданнях;
— збирати документи та інші матеріали, необхідні адвокату для виконання прийнятих ним доручень;
— виконувати доручення правового характеру, вести за дорученням та під контролем адвоката нескладні судові справи та надавати консультації з питань законодавства.
— здійснювати інші дії, не заборонені законодавством.
Помічник адвоката зобов'язаний:
— своєчасно та якісно виконувати доручення адвоката;
— дотримуватися строків підготовки документів та виконання доручень;
— постійно підвищувати свій професійний рівень та кваліфікацію;
— дбайливо ставитись до майна адвоката (адвокатського бюро, адвокатського об'єднання);
— не допускати порушень прав і свобод людини та громадянина;
— дотримуватись норм адвокатської етики;
— зберігати адвокатську таємницю.